# Kampung Paya
Kampung Paya is een bestuurslaag in het regentschap Aceh Selatan van de provincie Atjeh, Indonesië. Kampung Paya telt 987 inwoners (volkstelling 2010).